# Сухов, Дмитрий Алексеевич
Дми́трий Алексе́евич Су́хов (род. 13 июля 1986, Тара, Омская область) — российский художник и скульптор, член Творческого союза художников России и Международной федерации художников. Участник международных художественных выставок, лауреат премий в области современного искусства. Работает в жанрах живописи, скульптуры и объектного искусства.

## Биография

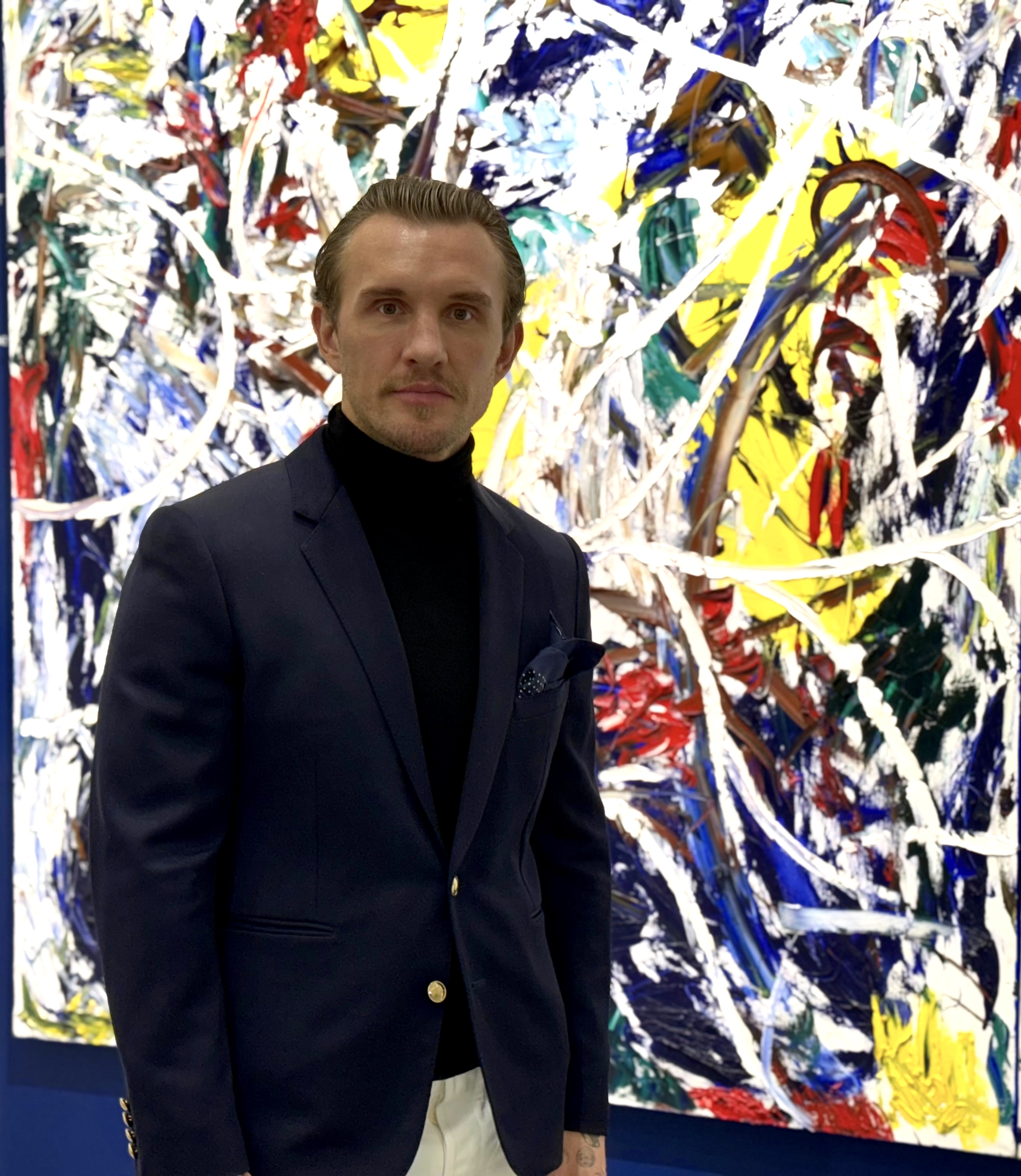
Дмитрий Сухов на выставке Cosmoscow 2024, Москва

Дмитрий Сухов: Современный скульптор и художник, соединяющий сибирские корни с глобальным взглядом.
Дмитрий Сухов, современный художник и скульптор с исключительной глубиной восприятия, родился и вырос в Таре — живописном сибирском городке, расположенном на берегу реки Иртыш. Величественная красота и загадочная притягательность сибирских пейзажей оказали глубокое влияние на его художественное видение, пробудив чувственное восприятие мира и метафизический подход к интерпретации пространства.
Сухов черпает вдохновение в работах таких культовых мастеров, как Казимир Малевич, Джексон Поллок, Михаил Врубель, Джоан Митчелл, Василий Кандинский, Сай Твомбли и других. Его творческий путь включает обучение в Российской академии художеств и Московском государственном художественном институте имени В. И. Сурикова, где он отточил технику, объединяющую традиции и современность.
Активный участник многочисленных выставок как в России, так и за рубежом, работы Сухова вошли в престижные частные и корпоративные коллекции по всему миру, включая Россию, ОАЭ, Нидерланды, Турцию, Канаду, США, Великобританию, Китай и другие страны.
Сухов является членом Творческого союза художников России и Международной федерации художников. Помимо своей художественной деятельности, он сотрудничает с благотворительными организациями, воплощая приверженность социальной ответственности.
С насыщенным графиком выставок, охватывающим разные континенты, Дмитрий Сухов продолжает расширять свои художественные горизонты, оставаясь глубоко связанным с сибирским наследием — наследием, которое наполняет его творчество редкой и трансцендентной энергией.
Член Творческого союза художников России и Международной федерации художников.

## Выставки и аукционы
- 2017 — Персональная выставка «Московские сезоны», Центральный дом художника, Москва, Россия
- 2018 — 2-я АНТИБИЕННАЛЕ, Центральный дом художника, Москва
- 2018 — 3-я АНТИБИЕННАЛЕ, Центральный дом художника, Москва
- 2019 — Персональная выставка «АБСТРАКТНОЕ ПРОСТРАНСТВО. МОЙ МИР», Гостиный двор, Москва
- 2020 — Персональная выставка «НОВАЯ РЕАЛЬНОСТЬ». К 100-летию УНОВИС, Третьяковская галерея, Москва
- 2021 — Художественная премия «ЗОЛОТОЙ АНТИП», Третьяковская галерея, Москва
- 2021 — Участник выставки в Галерее Art Number 23, Лондон, Великобритания
- 2022 — Участник выставки «ВАНГАРД[1]» от русского архаизма до современного искусства, Всероссийский музей декоративного искусства, Москва
- 2022 — Благотворительный аукцион при поддержке Forbes в рамках SPIEF 2022, Санкт-Петербург
- 2022 — Участник выставки в Галерее Art Number 23, Афины, Греция
- 2022 — Персональная выставка «Реминисценция чувств[2]» в CUBE Арт центр, Москва
- 2022 — Участник выставки «Do your thing[3]» Дима Сухов, Клара Голицынa, Игорь Литвинов", Антикварный Центр на Саду, Москва
- 2022 — Atelier Choutko Gallery, «Преображение[4]». Москва
- 2022 — Выставка в фойе московской усадьбы коллекционера Ивана Барышникова на Мясницкой улице, Москва.
- 2023 — Участник выставки АРТ Москва[5], Москва
- 2023 — Благотворительный аукцион[6] в пользу фонда GULF STREAM, организованный аукционным домом Bid Spirit, Москва
- 2023 — Персональная выставка «Слышать цвет[7]» 29 павильон ВДНХ, Москва
- 2023 — Персональная выставка «Антитезис», Галерея SNEG, Москва
- 2023 — Венецианская архитектурная биеннале 2023. ART UNITES THE WORLD. Palazzo Albrizzi — Capello, Venice, Italy
- 2023 — Участник выставки «Искусство объединяет мир» East West, Found Frison Horta, Брюссель, Бельгия
- 2024 — Персональный стенд на IV Художественно-промышленной[8] выставки-форума «Уникальная Россия», Гостиный двор, Москва
- 2024 — Венецианская биеннале[9] «ART UNITES THE WORLD. EARTH / SPACE», Palazzo Pisani Revedin,Venice, Italy
- 2024 — Персональный стенд «Лабиринты сознания[10]» COSMOSCOW 2024, Москва
- 2024 — Персональная выставка[11]"Линии. Сибирь. Дмитрий Сухов[12]." ГУМ-RED Line, Москва
- 2024 — Участник выставки АРТ Москва, Москва
- 2024 — Участник выставки «Столичная галерея художников[13]» Русская абстракция, Москва
- 2024 — Участник выставки «Перезагрузка 2:0» Аскери Gallery, art online 24. Зарайск
- 2025 — Персональная выставка «Сознательно о подсознательном[14]» в Oblong Contemporary[15]
- 2025 — ARTDOM 2025, Крокус экспо, Россия, Москва

## Галереи

### Работы представлены в нескольких галереях и центрах искусств
- SNEG Gallery & Аrt Frame, Москва
- ГУМ-RED Line, Москва
- ARTONLIN 24 by Askery Gallery, Москва
- Столичная галерея художников, Москва
- Kupol Gallery, Москва
- Oblong Contemporary Art Gallery
- Gallery Artsy

## Критика

### Сакральные вселенные Дмитрия Сухова.
Через картины Дмитрия Сухова мы попадаем в явно «нездешнюю» реальность, вызывающую множество ассоциаций — от отблесков детских снов после обмена страшилками или наоборот — сказками про добрых и злых волшебников до так модных сегодня погружений в хтонические эксперименты типа прогулок по астралу или попыток вступить в контакт со светлыми или еще Бог знает какими потусторонними сущностями. С помощью своих магических пространств художник сразу же приглашает нас отважиться пообщаться с невидимым и неслышимым, но отчетливо ощущаемым. Таким образом мы сталкиваемся с искусством именно инициатическим, которое возносит профанов на более высокий уровень знаний об окружающем нас мироздании, а людям продвинутым в духовном отношении дарит удовольствие от очередной встречи с тайной. Автор же работ при этом отводит себе роль Вергилия, в свое время поработавшего сталкером у известного путешественника по загробным городам и странам. В самом деле, кто как не Поэт (в нашем случае Художник) способен провести для любителей острых ощущений романтиков познавательную экскурсию по непроложенным тропинкам несуществуюших, потенциальных территорий.
Критика Игоря Дудинского на работы Дмитрия Сухова.